# Carrom
 (décembre 2021).
Si vous disposez d'ouvrages ou d'articles de référence ou si vous connaissez des sites web de qualité traitant du thème abordé ici, merci de compléter l'article en donnant les références utiles à sa vérifiabilité et en les liant à la section « Notes et références ».
Le carrom ou carom, également appelé billard indien, est un jeu de table très pratiqué en Asie, et tout particulièrement en Inde et au Sri Lanka, se jouant avec des pions que l'on fait glisser sur un tablier en bois.
Le but du jeu est de placer tous les pions d'une couleur dans les trous situés aux quatre coins du tablier.

## Histoire
L'histoire du carrom et son origine sont mal connues. D'aucuns disent qu'il fut inventé en Inde par les Maharajas alors que d'autres pensent qu'il y fut importé par les Britanniques lors de la colonisation.
Depuis le siècle dernier, le carrom est devenu l'un des passe-temps favori des Indiens. On y joue dès le plus jeune âge et le jeu devient plus tard activité sociale brisant bien souvent la routine du quotidien.
Les premiers tournois se seraient déroulés en 1935 au Sri Lanka.
La première fédération naît en 1958 en Inde.
Il faudra attendre les années 1960 pour voir arriver les premiers carroms en Europe et, c'est seulement dans les années 1970 que le jeu va véritablement se développer avec des importations significatives et les premiers tournois à échelle européenne. La Suisse, l'Allemagne et les Pays-Bas apparaissent comme étant les pionniers de cet engouement.
L'ICF (International Carrom Federation) voit pour sa part le jour en 1988.
La FFC (Fédération Française de Carrom) est créée 10 ans plus tard en 1998.
Les règles de Carrom ne sont pas brevetées et changent en fonction de ses emplacements. Cependant, la conception a été brevetée pour la première fois le 26 octobre 1897 par Allen Haskell (USD27788S).

## Matériel
Le tableau sur lequel le jeu se joue doit être carrée et mesurer entre 73,5 et 74 centimètres de côté, les bords doivent être délimités par des pare-chocs en bois et sous chacune des poches dans lesquelles les pions doivent tomber doit être disposé un filet capable de contenir au moins 10 pions.
Le diamètre des pions ne peut ni dépasser 3,18 cm ni être inférieur à 3,02 cm, ils doivent être parfaitement ronds. Le palet ne peut avoir un diamètre supérieur à 4,13 cm et ne peut peser plus de 15,00 grammes.

## Règles du jeu

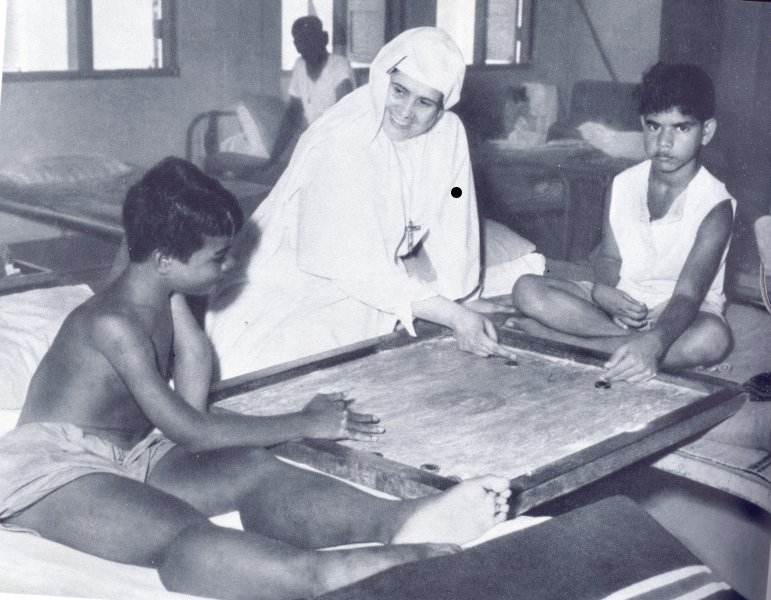
Deux jeunes Indiens jouant au carrom

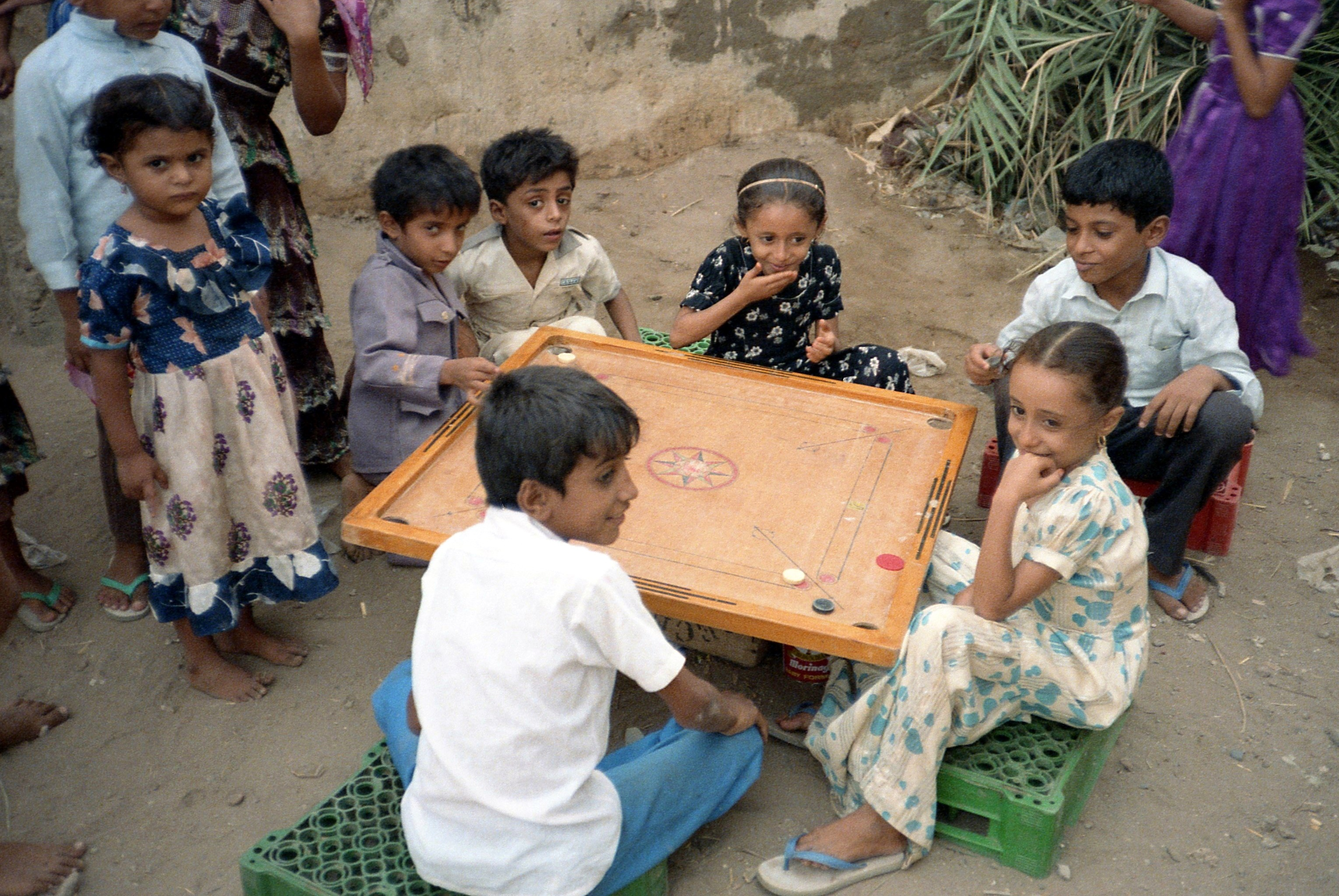
Des enfants jouant au carrom au Yémen

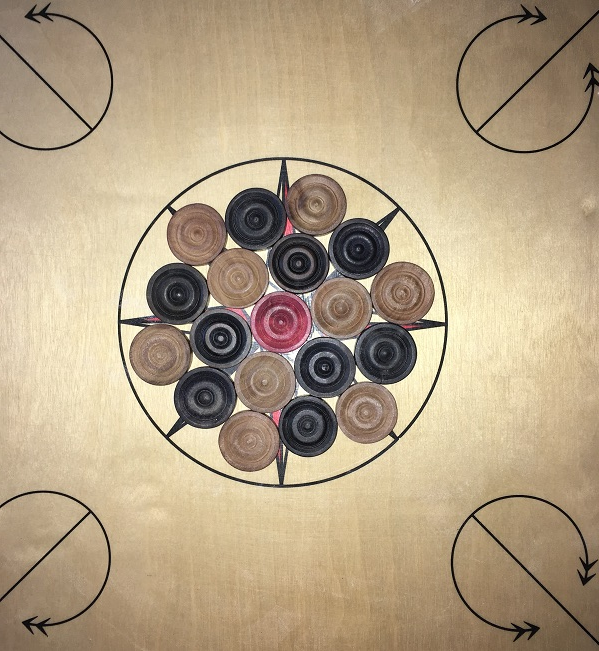
Disposition des pions en début de partie. Les blancs sont orientés idéalement pour une partie en double, de manière que, en percutant le pion blanc en bas à droite, au moins un des deux pions blancs alignés en haut à gauche entrent directement dans un trou. En simple on orientera idéalement de 90° vers la gauche et on percutera le même pion en faisant une bande sur le bord opposé au joueur.

Les règles suivantes sont issues du règlement international édité par l'ICF et sont jouées dans les compétitions internationales et européennes.
Le carrom se joue à deux ou quatre joueurs. À quatre joueurs, ceux de la même équipe se font face et on tourne dans le sens inverse des aiguilles d'une montre.
Un tirage au sort détermine le joueur ou l'équipe qui va en général choisir de commencer la partie (avec les blancs), mais peut aussi préférer choisir le côté duquel il va jouer et laisser la main à l'adversaire (le gagnant du tirage au sort aura donc les noirs et jouera en second).
Le joueur qui commence a donc les pions blancs et va disposer tous les pions au centre du plateau selon un schéma bien précis : le pion rouge (appelé aussi reine, mais plus couramment la rouge) se trouve au centre, puis les autres pions l'entourent par un premier cercle en alternant à chaque fois la couleur des pions, puis par un deuxième cercle identique qui entoure le premier (voir photo).
Il va ensuite orienter la rosace ainsi formée à sa convenance pour essayer de rentrer un pion blanc du premier coup.
La partie peut alors commencer.
Le but du jeu est de mettre les neuf pions de sa couleur dans n'importe lequel des quatre trous avant son adversaire et de faire en sorte que l'un des deux camps ait également rentré la rouge avant la fin de la partie. Il faut pour cela les percuter à l’aide d’un palet (ou striker en anglais) que l’on déplace sur la zone de tir située face à soi.
Tant qu'un joueur rentre un pion de sa couleur ou la reine dans n'importe quel trou, il rejoue, même s'il a mis un pion de son adversaire dans un trou dans le même temps. S'il n'a pas mis de pion de couleur, il passe la main à son adversaire.
La rouge a un statut particulier :
- La rouge doit être confirmée : si elle est empochée, elle doit être validée par le même joueur en mettant un pion de sa couleur dans n'importe quel trou. La confirmation peut être effectuée sur le même coup.
- Si la rouge n'est pas confirmée, elle revient au centre et la main passe au joueur suivant.
- La rouge ne peut être empochée ni en premier (faute), ni en dernier (la partie est perdue si tous les pions d'une couleur sont empochés mais que la reine est encore sur le plateau)
- Si elle est empochée en premier par un joueur qui n'a pas encore rentré de pion de sa couleur, elle est remise en place sur le rond central et le joueur fautif passe son tour.

Fin de partie
À la fin de la manche, on compte les pions du perdant qui restent sur le plateau et le gagnant empoche autant de points, le maximum étant donc de 9 points si aucun pion adverse n'a été empoché.
Si le gagnant a également empoché et confirmé la rouge, il a un bonus de 3 points qu'il rajoute aux points précédents. Le maximum possible sur une manche est donc de 12 points.
Si la rouge a été empochée et confirmée par le perdant, le bonus de 3 points n'est comptabilisé pour personne.
Une partie complète se déroule en 25 points.
En compétition, une partie se termine lorsqu'une des trois conditions suivantes est réalisée :
- un des joueurs ou une des équipes a atteint 25 points
- 8 manches ont été jouées
- le temps alloué est écoulé

Le temps alloué en compétition est une décision des organisateurs. On rencontre en général les temps suivants :
- Compétitions françaises : 40 minutes puis 5 minutes pour finir le plateau en cours
- Coupe d'Europe et tournois internationaux : 50 minutes + 5 minutes pour finir le plateau en cours

Précisions
Les pions empochés restent dans les trous jusqu'à la fin de la partie, sauf la rouge si elle n'est pas confirmée, où s'il y a des pénalités.
Les tirs en arrière, appelés plus couramment backshots, sont autorisés.
Un joueur qui a une couleur donnée de pions peut parfaitement jouer les pions de son adversaire en direct ou via d'autres pions pour jouer défensivement par exemple.
Le palet doit être propulsé à l'aide d'une pichenette et le palet ne doit être en contact qu'avec un seul doigt. Les grands mouvements de main de bras sont interdits. Seuls les doigts doivent bouger pendant le tir.
Il n'est pas autorisé de bouger sa chaise mais le joueur peut se déplacer sur celle-ci.
Cas particuliers
Les règles de l'ICF détaillent tous les cas particuliers notamment ceux de fin de partie. En voici les plus courants :
- Si un pion sort du plateau, il est remis dans le rond central.
  - Si le rond central est en partie occupé par un ou plusieurs pions, on placera le pion sorti de manière qu'il occupe le plus possible le rond central, en veillant à ne pas bouger les pions déjà en place.
  - Si le rond central est complètement occupé par la rouge ou un autre pion, on le positionnera collé contre ce pion central, à l'opposé de celui qui va jouer
  - Si un joueur qui n'a pas rentré encore de pion de sa couleur, rentre la rouge et un pion à lui dans le même coup, on favorisera toujours le joueur en considérant que son pion est rentré avant la rouge et qu'il a encore un coup pour la confirmer.
- Si un joueur met son palet dans un trou, il y a faute.
  - S'il a par exemple les blancs, le joueur suivant sortira un pion blanc et le placera où il voudra dans la rosace à condition de le positionner entièrement dans celle-ci (il ne doit pas mordre le cercle) et de ne pas non plus toucher le rond central, réservé à la rouge et pions éjectés du plateau. Le joueur fautif perd alors la main sauf cas ci-dessous.
  - S'il met son palet en même temps qu'un ou plusieurs pions de sa couleur, ces pions-là ressortent ainsi qu'un pion de pénalité et sont placés par le joueur suivant dans la rosace dans les mêmes conditions que ci-dessus. Mais, comme il a rentré au moins un pion de sa couleur, il garde la main.
  - S'il met son palet en même temps que des pions adverses, les pions adverses restent dans les poches.

## Compétition

### France
Si des compétitions sont organisées par la FFC depuis sa création en 1998, le Championnat de France existe depuis 2003.
Le joueur en tête du Classement National au terme de la saison courant de septembre à juin est désigné comme étant le Champion de France.
| Année | Champion de France | Club       | Vice-Champion de France | Club       |
| ----- | ------------------ | ---------- | ----------------------- | ---------- |
| 2007  | Mouraly VENOU      | Villepinte | Karim NESSACK           | Palaiseau  |
| 2008  | Fabian PEREIRA     | Villepinte | Jérôme WEGNEZ           | Paris      |
| 2009  | Pierre DUBOIS      | Toulouse   | Fabian PEREIRA          | Villepinte |
| 2010  | Fabian PEREIRA     | Villepinte | Mouraly VENOU           | Villepinte |
| 2011  | Jonathan LEAU      | Toulouse   | Karim NESSACK           | Palaiseau  |
| 2012  | Fabien PEREIRA     | Villepinte | Pierre DUBOIS           | Toulouse   |
| 2013  | Pierre DUBOIS      | Toulouse   | Mouraly VENOU           | Villepinte |
| 2014  | Pierre DUBOIS      | Toulouse   | Mouraly VENOU           | Villepinte |
| 2015  | Pierre DUBOIS      | Toulouse   | Yuvaradj DUCHER         | Villepinte |
| 2016  | Pierre DUBOIS      | Toulouse   | Fabian PEREIRA          | Villepinte |
| 2017  | Pierre DUBOIS      | Toulouse   | Jérémy CIEPLY           | Toulouse   |
| 2018  | Pierre DUBOIS      | Toulouse   | Jérémy CIEPLY           | Toulouse   |
| 2019  | Jérémy CIEPLY      | Toulouse   | Fabian PEREIRA          | Paris      |

### Europe
L'Eurocup est une compétition annuelle qui voit s'affronter plusieurs pays européens à travers 3 trois tournois : le Team Event, le double et le simple.
Traditionnellement, la compétition s'étend sur 3 jours, du vendredi au dimanche.
Le Team Event :
Les 4 meilleurs joueurs de chaque pays participant s'affrontent sur 2 matches de simple et un de double, façon Coupe Davis en tennis.
Tous les pays se rencontrent, le pays étant le 1er au classement final remporte le trophée.
Le Double :
Joué le vendredi en même temps que le Team Event, une centaine de participants s'affrontent en double. Si les équipes sont en général nationales, les équipes bi-nations sont autorisées.
Le Simple :
Joué tout le samedi et le dimanche sur 10 à 12 tours selon le nombre de participants, une centaine de joueurs s'affrontent selon le Swiss System. Les deux premiers du classement jouent la finale pour remporter le titre de Champion d'Europe.
| Année | Organisateur                                | Site                     | Vainqueur Team Event | Champion Simple | Champions Double                     | Championne féminine | Champion Junior |
| ----- | ------------------------------------------- | ------------------------ | -------------------- | --------------- | ------------------------------------ | ------------------- | --------------- |
| 1997  | Angleterre                                  | Londres                  | Allemagne            | Stefan Besser   |                                      |                     |                 |
| 1998  | Allemagne                                   | Berlin                   | Allemagne            |                 |                                      |                     |                 |
| 1999  | Suisse                                      | Zurich                   | Allemagne            |                 |                                      |                     |                 |
| 2000  | Italie                                      | Mezzocorona              | Allemagne            |                 |                                      |                     |                 |
| 2001  | France                                      | Millau                   | Allemagne            |                 |                                      |                     |                 |
| 2002  | Allemagne                                   | Bonn                     | Grande-Bretagne      |                 |                                      |                     |                 |
| 2003  | Angleterre                                  | Luton                    | Grande-Bretagne      |                 |                                      |                     |                 |
| 2004  | Suisse                                      | Flumserberg              | Grande-Bretagne      |                 |                                      |                     |                 |
| 2005  | Italie                                      | Mezzocorona              | Grande-Bretagne      |                 |                                      |                     |                 |
| 2006  | France                                      | Saint-Rome-de-Dolan (48) | Grande-Bretagne      | Pierre Dubois   |                                      |                     |                 |
| 2007  |                                             |                          |                      |                 |                                      |                     |                 |
| 2008  |                                             |                          |                      |                 |                                      |                     |                 |
| 2009  |                                             |                          |                      |                 |                                      |                     |                 |
| 2010  |                                             |                          |                      |                 |                                      |                     |                 |
| 2011  | France                                      | Villepinte (93)          |                      | Abdin Karnal    |                                      |                     |                 |
| 2012  | Allemagne                                   | Darmstadt                |                      | Abdin Karnal    |                                      |                     |                 |
| 2013  | Pologne                                     |                          |                      |                 |                                      |                     |                 |
| 2014  |                                             |                          |                      |                 |                                      | Elisa Zucchiatti    |                 |
| 2015  | Suisse                                      | Lungern                  |                      |                 |                                      | Paulina Nowakowska  |                 |
| 2016  | République tchèque                          | Prague                   | République tchèque   | Abdin Karnal    | Abdin Karnal / Malik Abdul           | Paulina Nowakowska  |                 |
| 2017  | Italie                                      | San Michele All'Adige    | Italie               | Pierre Dubois   | Hassan MehediKrüger / Tobias Krueger | Paulina Nowakowska  |                 |
| 2018  | France                                      | La Colle-sur-Loup (06)   | France               | Pierre Dubois   | Abdin Karnal / Sanakal Amar          | Paulina Nowakowska  | Lucien Cano     |
| 2019  | Allemagne                                   | Bad Honnef               |                      |                 |                                      |                     |                 |
| 2020  | Pas d'Eurocup à cause de la crise sanitaire |                          |                      |                 |                                      |                     |                 |
| 2021  | Pas d'Eurocup à cause de la crise sanitaire |                          |                      |                 |                                      |                     |                 |
| 2022  | Pologne                                     | Varsovie                 | France               | Pierre Dubois   | Fabien Pereira / Francisco Fernandez | Elisa Zucchiatti    | Lucien Cano     |
| 2023  | Angleterre                                  | Londres                  | Grande-Bretagne      | Bartek Sasinski | Khan Md Emran / Abdin Ansar          | Paulina Nowakowska  | Raphel Dix      |
| 2024  | Serbie                                      | Divčibare                | Italie               | Bartek Sasinski | Khan Abdul / Dix Raphel              | Elisa Zucchiatti    | Raphel Dix      |